# Otocrania
Otocrania is een geslacht van Phasmatodea uit de familie Phasmatidae. De wetenschappelijke naam van dit geslacht is voor het eerst geldig gepubliceerd in 1908 door Redtenbacher.

## Soorten
Het geslacht Otocrania omvat de volgende soorten:
- Otocrania aurita (Burmeister, 1838)
- Otocrania extensa (Bates, 1865)
- Otocrania imbe Piza, 1939
- Otocrania imperialis (Redtenbacher, 1908)
- Otocrania mutica Redtenbacher, 1908
- Otocrania pleuracantha Redtenbacher, 1908